# Вежа Чіфлі
Вежа Чіфлі (англ. Chifley Tower) — найвищий хмарочос Сіднея, Австралія. Висота 53-поверхового будинку становить 216 метрів, з урахуванням антени 244 метри і він входить в топ-10 найвищих хмарочосів Австралії. Будівництво було розпочато в 1987 і завершено в 1992 році, а в 2000 році було додано 3-метровий молнієвідвід. На 41-поверсі розташований ресторан.
Хмарочос було названо на честь 16 австралійського прем’єр-міністра Бена Чіфлі.